# 京城府

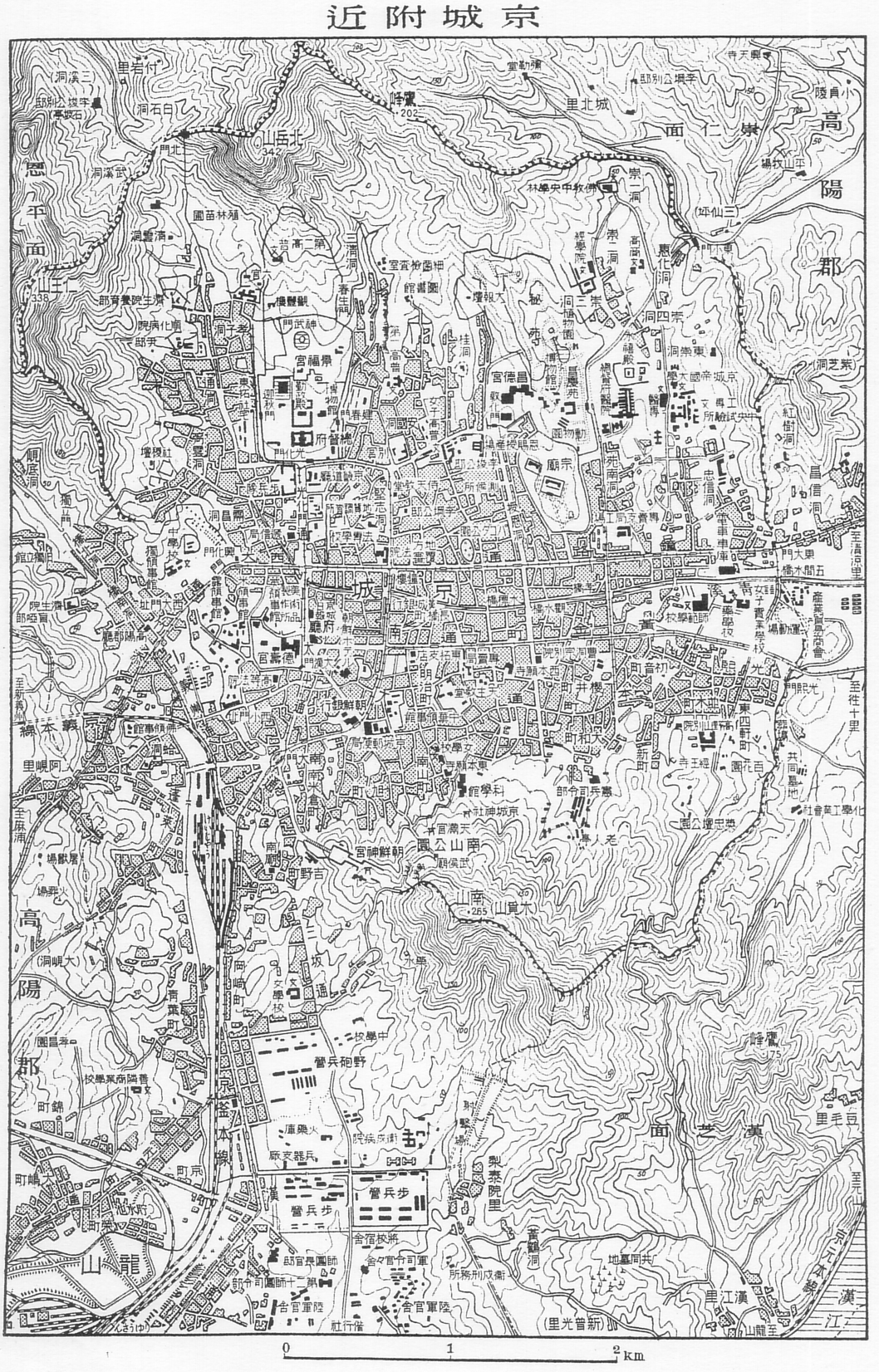
1930年頃の京城地図

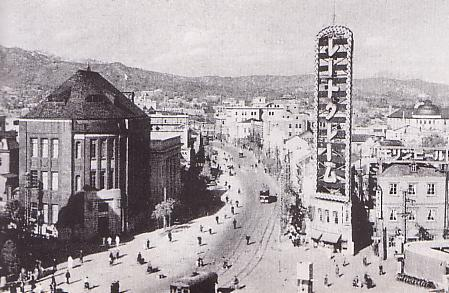
日本統治時代の南大門通り

京城府（けいじょうふ、キョンソンブ、朝: 경성부）は、大韓帝国（旧・李氏朝鮮）の漢城府に引き継いで置かれた日本領朝鮮の行政区域。
現在のソウル特別市にあたる。なお、「京城市」は誤りである（概説参照）。

## 概説
1105年、高麗の粛宗の代に南京の建設を始めたのが始まりで、孫の仁宗の代に王都の一つとされ、漢陽府と称した。高麗を滅ぼした李氏朝鮮は、開城と漢城の二都体制を継承し、漢城府と名前を改めた。以来、およそ500年にわたって首都であり、その長として判府事を置いた。これは睿宗の代に判尹と改称され、さらに建陽元年（1896年）に府尹と改称された。
1910年（明治43年）の韓国併合後、同年9月30日に施行された朝鮮総督府地方官官制に基づき京城府に改称され、京畿道の下に置かれた。他方でその長は府尹とされ、これは改称されなかった。
また、朝鮮総督府と京畿道庁がここに置かれ、漢城府の府域がそのまま引き継がれた。
李氏朝鮮においての「府」は日本の「市」に相当した。しかし、「京城市」は歴史上存在せず、府尹が市長に相当する。また、「京城」は王城・皇城と同じ意味の漢語であり、朝鮮においては古くから漢城を指して使われた一般名詞の一つであった。1945年（昭和20年）8月15日の日本敗戦（光復）後もしばらくは「京城」の名称が使われた。連合軍軍政期の1946年（昭和21年）10月18日、京畿道の管轄から離れて「ソウル自由市」が設定され、大韓民国が独立した1948年（昭和23年）には首都「ソウル特別市」が誕生し、現在に至っている。
日本では戦後十数年間、「京城」という旧称が使われてきた。黒田勝弘は日本で「ソウル」の呼称が定着したのは「1960年代以降ではなかったか」とし、その背景に韓国からの強い要請（とりわけ日韓基本条約締結後）があったという見解を示している。

## 行政区画
- 1911年（明治44年）に5部8面制を実施、城内は漢城府の五部（東部・南部・西部・北部・中部）を引き継ぎ、城外は龍山面・西江面・崇仁面・豆毛面・仁昌面・恩平面・延禧面・漢芝面の8面とした。
- 1914年（大正3年）に龍山面・崇仁面・仁昌面・漢芝面・豆毛面の各面の一部を京城府に編入した。他の城外地域が高陽郡に編入。
- 同年4月1日、5部8面制と漢城府以来の坊・契・洞制度を廃止し、京城府直轄の行政区画を186とする大規模な改編を行った。
- 同年9月27日、東部・西部・北部・龍山の4つの出張所を設置した。しかし、一年余り後の1915年（大正4年）6月17日、龍山出張所のみを残して廃止された。
- 1936年（昭和11年）、京城府の行政区画の名称が既存の「〜洞」から「〜町」に改称され、都市化の進行に伴い高陽郡龍江面・延禧面・崇仁面の各一部、始興郡北面・永登浦邑・東面のそれぞれ一部、金浦郡陽東面の一部を編入して府域を約4倍(133.94平方キロメートル)に拡大した。[3]
- 同年7月23日東部出張所と永登浦出張所、1940年（昭和15年）に西部出張所を置き、計4つの出張所が置かれた。
- 1943年（昭和18年）6月10日には人口増加によって区制が導入され、以下の区分けにより7区が設置された（7区）。
  - 龍山出張所 → 龍山区
  - 東部出張所 → 東大門区と城東区
  - 西部出張所 → 西大門区
  - 永登浦出張所 → 永登浦区
  - 都城内に新設 → 鍾路区と中区
- 1944年（昭和19年）11月1日に西大門区と龍山区の一部を分割して麻浦区を新設し、現在の区制の基となる8区ができあがった（8区）。

### 住所
光復時のもの。大半は「町→洞」に変えられたが一部日本的なイメージのあるものは全く別の名前に変えられた。
- 中区: 太平通一〜二丁目、南大門通一〜五丁目、御成町、吉野町一〜二丁目、古市町、蓬萊町一丁目、芳山町、舟橋町、林町、笠井町、水標町、長橋町、水下町、三角町、茶屋町、武橋町、黄金町一〜七丁目、光熙町一〜二丁目、初音町、花園町、桜井町一丁目、若草町、永楽町一〜二丁目、明治町一〜二丁目、長谷川町、本町一〜五丁目、並木町、東西軒町、新町、大和町一〜三丁目、日の出町、倭城台町、寿町、南山町一〜三丁目、旭町一〜三丁目、北米倉町、南米倉町
- 鍾路区: 樓上町、樓下町、玉仁町、新橋町、清雲町、宮井町、孝子町、昌成町、通仁町、通義町、体府町、弼雲町、社稷町、内資町、積善町、都染町、内需町、唐珠町、西大門町一〜二丁目、光化門通、瑞麟町、鍾路一〜六丁目、清進町、寿松町、中学町、司諫町、松峴町、昭格町、花洞町、八判町、三清町、嘉会町、斉洞町、安国町、慶雲町、寬勳町、堅志町、公平町、貫鉄町、仁寺町、楽園町、敦義町、益善町、雲泥町、桂洞町、苑西町、臥龍町、勧農町、授恩町、鳳翼町、薰井町、観水町、長沙町、礼智町、仁義町、苑南町、蓮池町、孝悌町、蓮建町、明倫町一〜四丁目、恵化町、東崇町、梨花町、忠信町
- 東大門区: 敦岩町、昌信町、崇仁町、新設町、龍頭町、安岩町、祭基町、清凉里町、回基町、里門町、徽慶町、典農町、鍾岩町、踏十里町、城北町
- 城東区: 沙斤町、馬場町、杏堂町、鷹峰町、金湖町、下往十里町、上往十里町、新堂町、玉水町
- 西大門区: 貞洞町、西小門町、蓬萊町三〜四丁目、和泉町、義州通一〜二丁目、中林町、蛤町、竹添町一〜三丁目、大峴町、老姑山町、滄川町、延禧町、新村町、奉元町、北阿峴町、渼芹町、平洞町、松月町、橋南町、冷泉町、天然町、玉川町、館町、橋北町、紅把町、杏村町、峴底町、弘済町、弘智町、新営町、付岩町
- 龍山区: 西界町、三板町、岡崎町、練兵町、漢江通一〜三丁目、龍山町一〜六丁目、梨泰院町、漢南町、普光町、鋳城町、東氷庫町、西氷庫町、二村町、青葉町一〜三丁目、京町、栄町、元町一〜四丁目、岩根町、山手町、清水町、弥生町、大島町、錦町
- 麻浦区: 阿峴町、孔徳町、新孔徳町、桃花町、麻浦町、土亭町、龍江町、塩里町、大興町、新水町、旧水町、玄石町、新井町、賀中町、倉前町、東橋町、西橋町、上水溢町、下水溢町、唐人町、合井町、望遠町、栗島町
- 永登浦区: 汝矣島町、銅雀町、黒石町、本洞町、露梁津町、上道町、番大方町、新吉町、道林町、永登浦町、堂山町、楊平町、楊花町

## 京城府尹
1. 大庭寛一 1910年（明治43年）10月1日〜1912年4月1日
2. 金谷充 1912年4月1日〜1919年（大正8年）12月4日
3. 斎藤礼三 1919年（大正8年）12月4日〜1921年（大正10年）8月5日
4. 吉松憲郎 1921年（大正10年）8月5日〜1923年（大正12年）2月24日
5. 谷多喜磨 1923年（大正12年）2月24日〜1925年（大正14年）6月15日
6. 馬野精一 1925年（大正14年）6月15日〜1929年（昭和4年）1月21日
7. 松井房治郎 1929年（昭和4年）1月21日〜1929年（昭和4年）12月11日
8. 関水武 1929年（昭和4年）12月11日〜1930年（昭和5年）12月12日
9. 安藤袈裟一 1930年（昭和5年）12月12日〜1931年（昭和6年）9月23日
10. 井上清 1931年（昭和6年）9月23日〜1933年（昭和8年）12月5日
11. 伊達四雄 1933年（昭和8年）12月5日〜1936年（昭和11年）5月
12. 甘蔗義邦 1936年（昭和11年）5月〜1937年（昭和12年）7月
13. 佐伯顕 1937年（昭和12年）7月〜1938年（昭和13年）11月
14. 高橋敏 1938年（昭和13年）11月〜1941年（昭和16年）1月
15. 矢野桃郎 1941年（昭和16年）1月〜1942年（昭和17年）5月22日
16. 古市進 1942年（昭和17年）5月22日〜1945年（昭和20年）5月2日
17. 生田清三郎 1945年（昭和20年）5月2日〜1945年（昭和20年）6月16日
18. 辻桂五 1945年（昭和20年）6月16日〜1945年（昭和20年）8月15日
19. 金昌永（キム・チャンヨン）1945年8月16日〜1945年9月11日
20. 李範昇（イ・ボムスン） 1945年10月25日〜1946年5月9日
21. 金炯敏（キム・ヒョンミン） 1946年6月30日〜1946年9月28日

### 京城府副府尹
- 代、馬場政義 1944年（昭和19年）8月21日〜1945年（昭和20年）5月1日

1. 辻桂五[4] 1945年（昭和20年）5月2日〜1945年（昭和20年）6月18日
2. 李範昇（イ・ボムスン） 1945年8月16日〜1945年10月24日
3. 金昌永（キム・チャンヨン） 1945年10月25日〜1946年9月29日

## ギャラリー

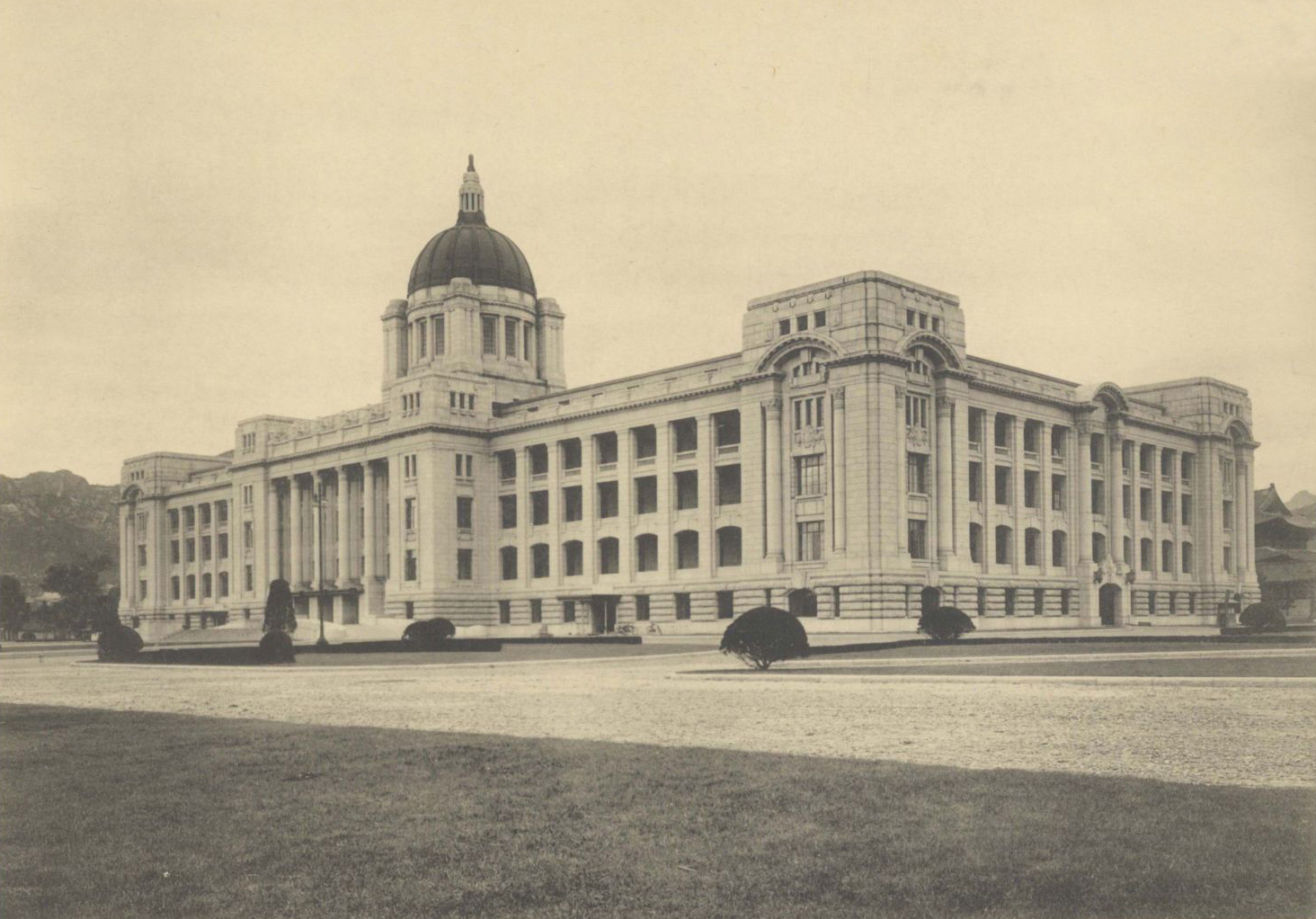
朝鮮総督府
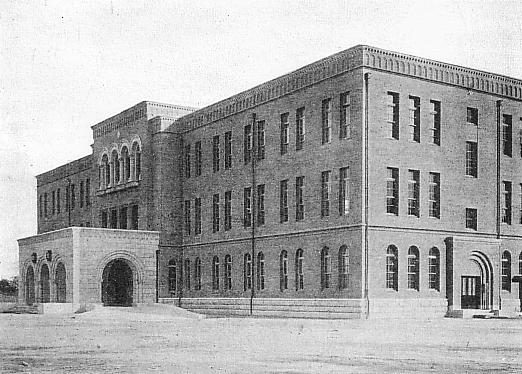
京城司法庁舎
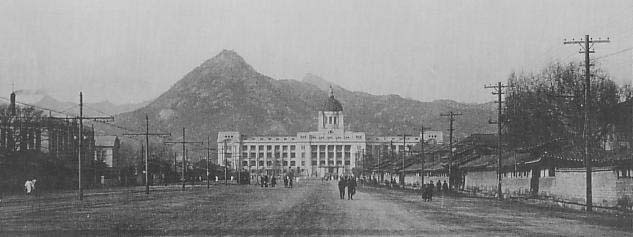
光化門通（世宗路）
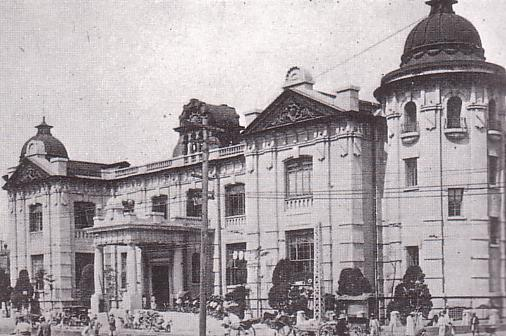
朝鮮銀行
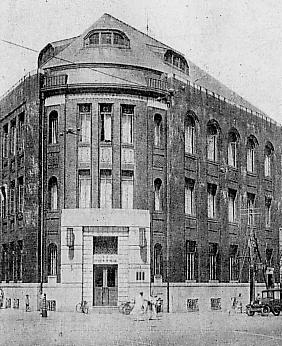
朝鮮商業銀行本店
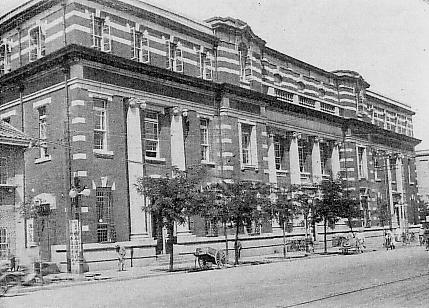
朝鮮殖産銀行本店
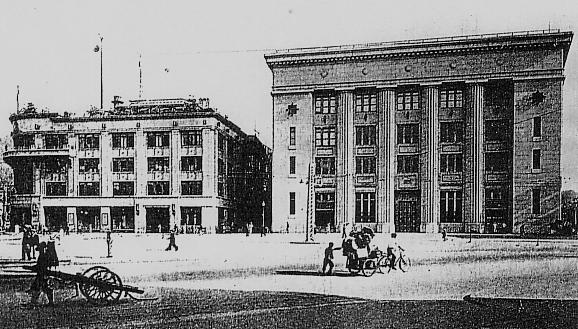
三越百貨店京城店と朝鮮貯蓄銀行
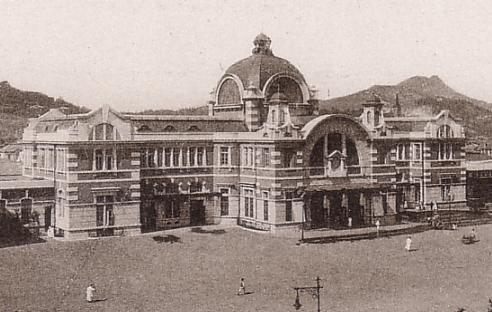
京城駅
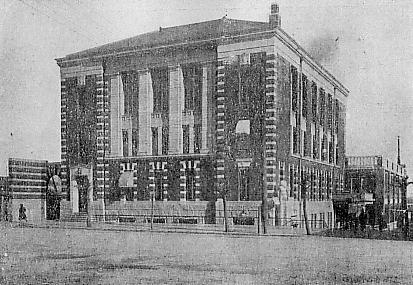
京城日報社屋
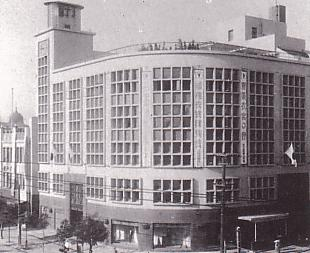
丁子屋百貨店
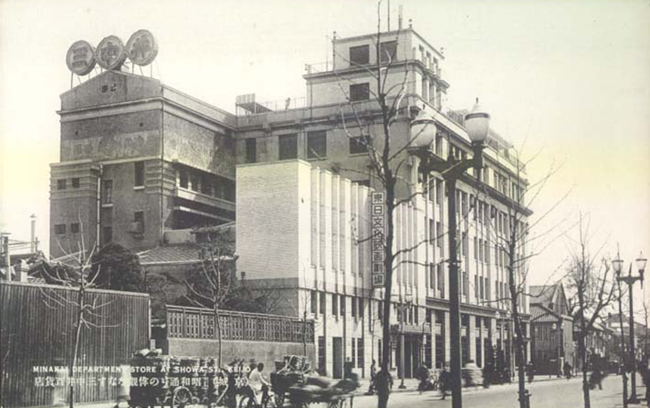
三中井百貨店
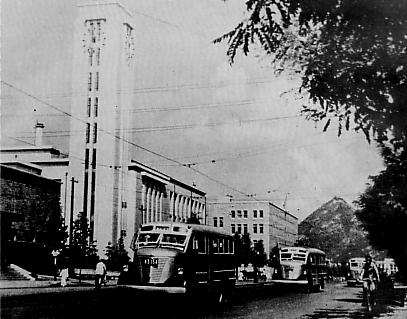
京城府民館
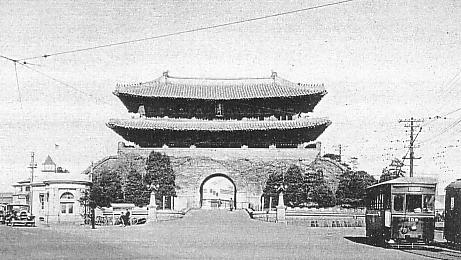
南大門
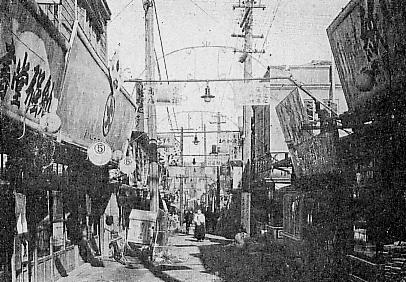
明治町（明洞）
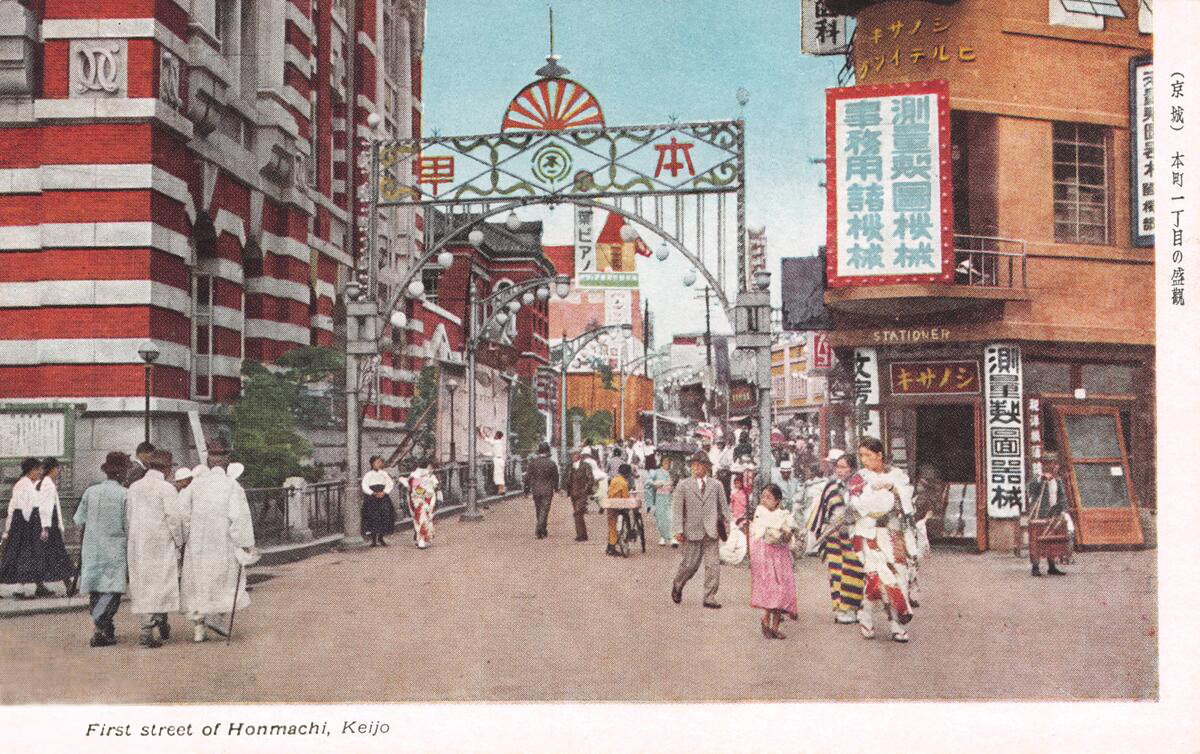
本町（忠武路）
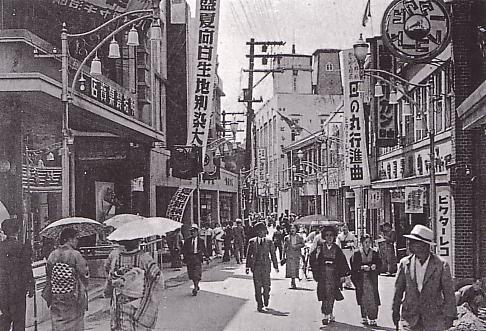
本町（忠武路）
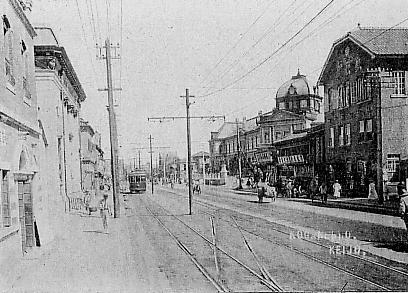
黄金町（乙支路）
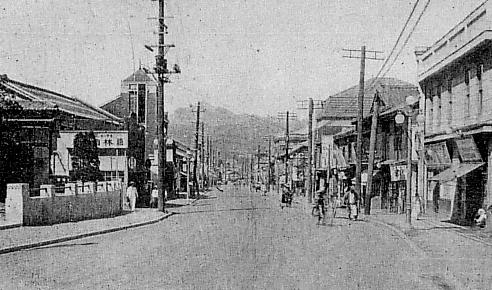
永楽町（苧洞）
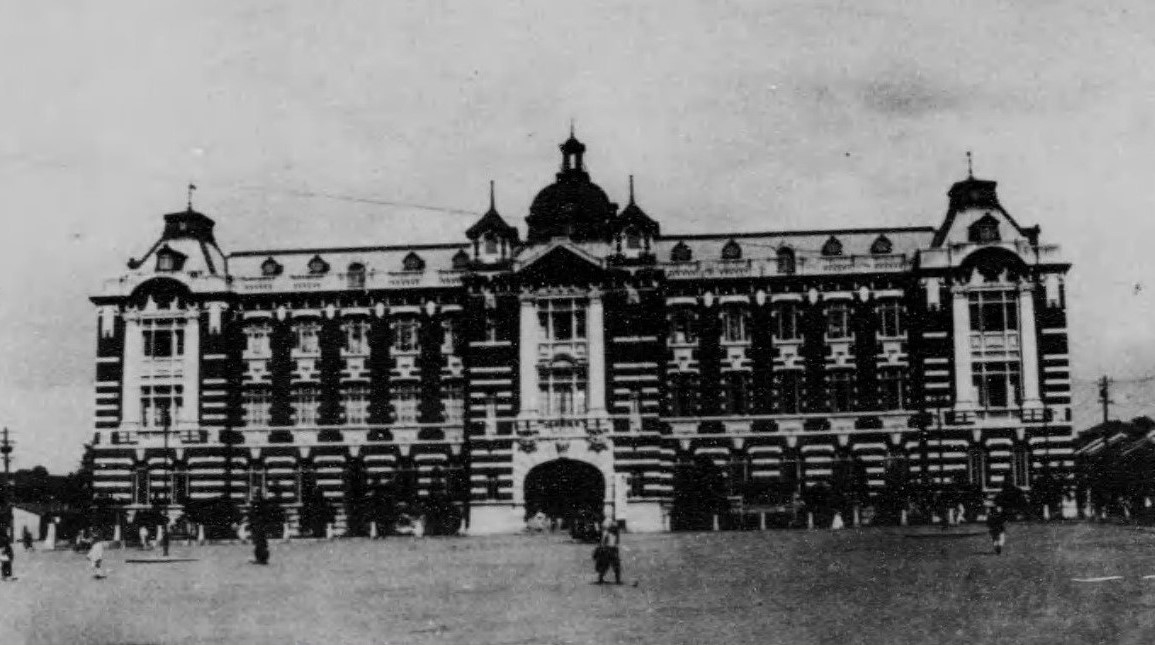
京城郵便局
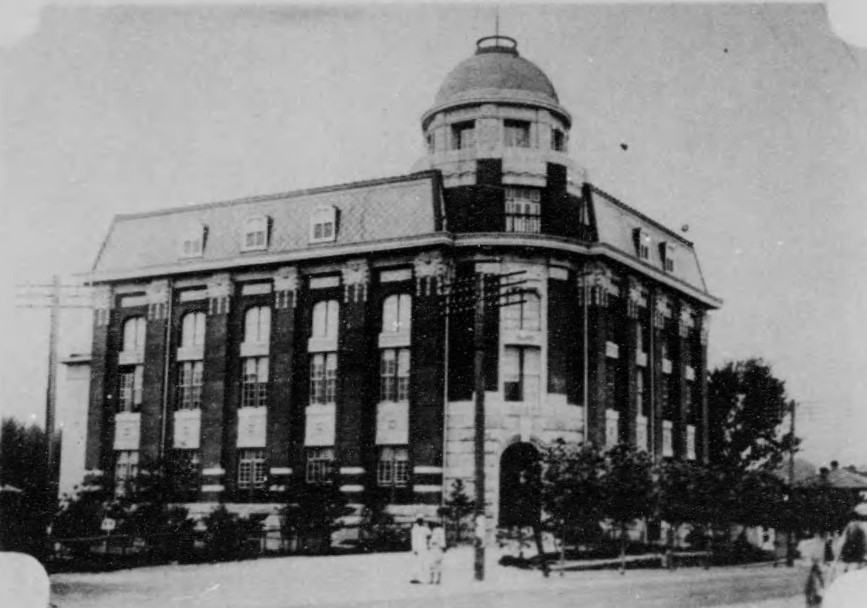
京城公民館
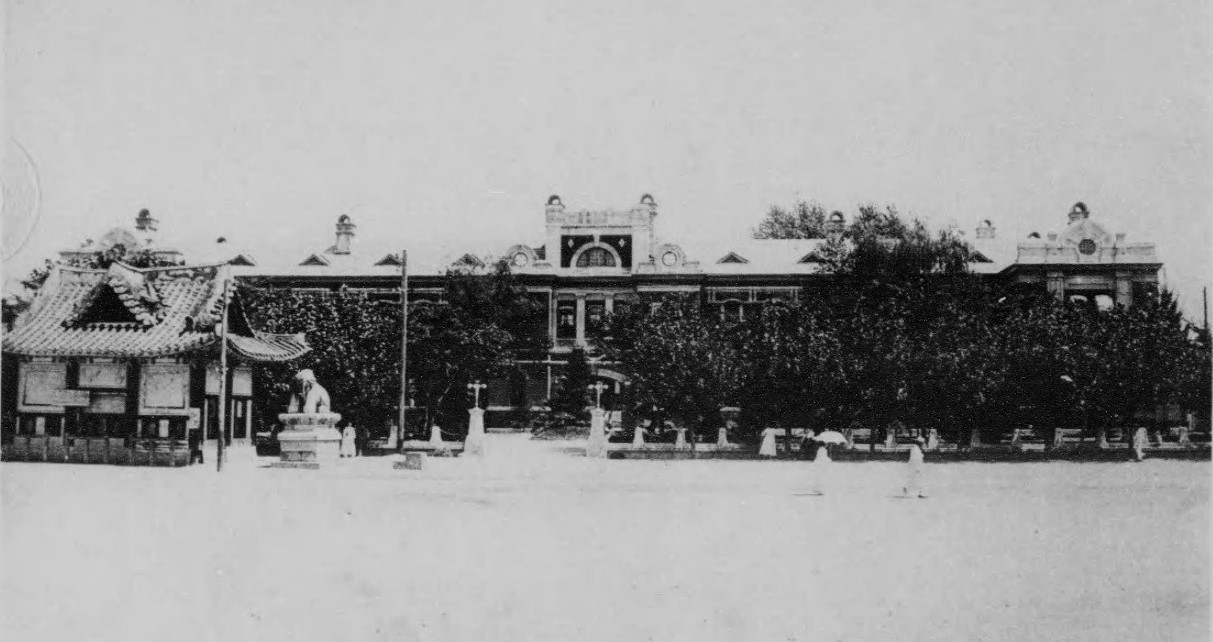
京畿道庁
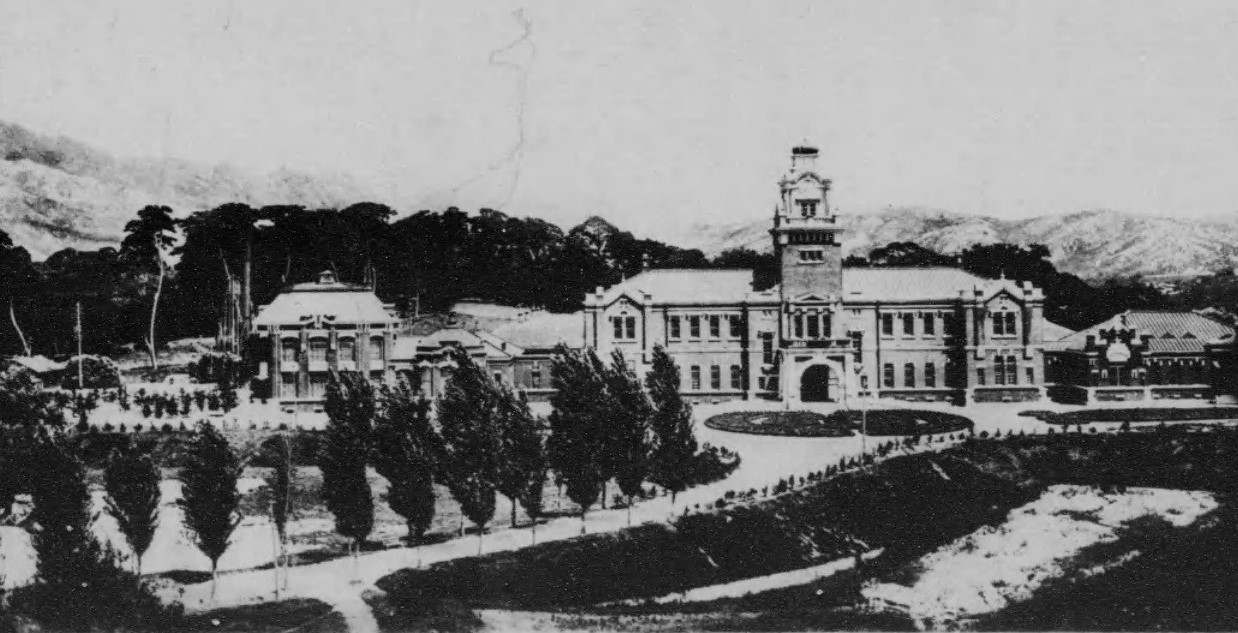
朝鮮総督府医院
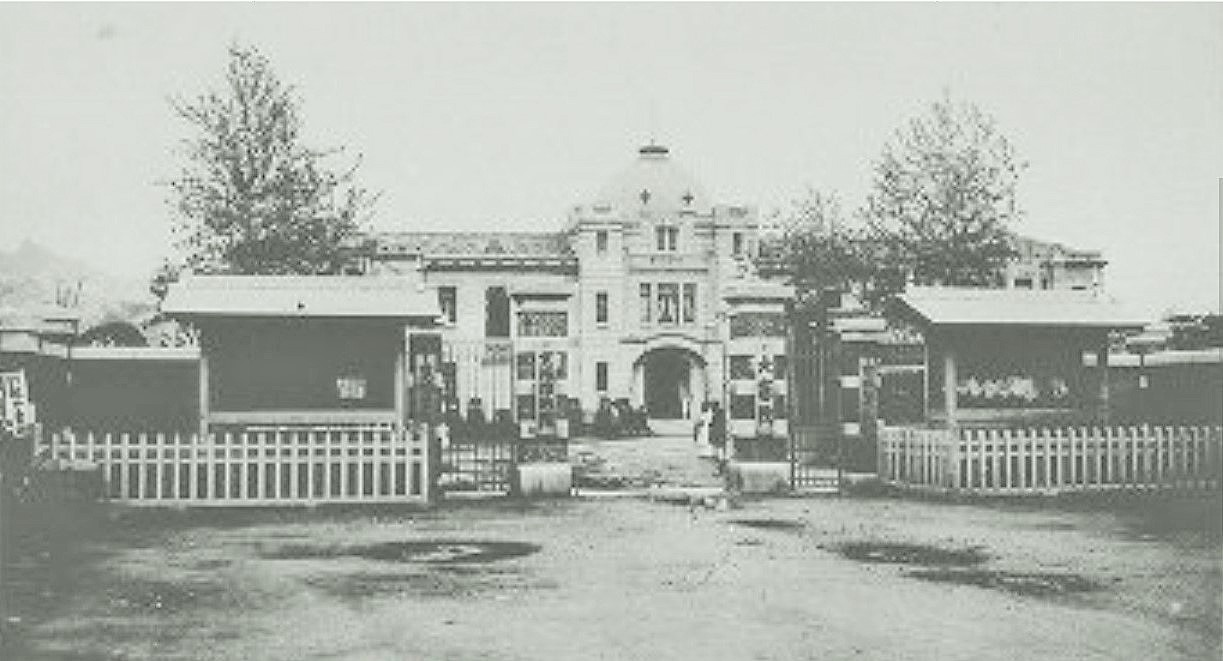
高等法院および京城地方裁判所